# Église Saint-André de Marfaux
L'église de Marfaux est une église romane construite au XIIe siècle, dédiée à l'apôtre André et située dans la Marne.

## Historique
Elle est du début du XIIe siècle et a une voûte charpentée, son bas-côté nord est manquant. Elle a un arc triomphal qui repose sur des chapiteaux à feuilles d'acanthe, avec de petits personnages. L'abside est en cul-de-four avec des arcatures extérieures d'un style lombard. La voûte du bras sud est du XVIe siècle.
De nombreuses statues de l'église sont classées au titre des objets monuments historiques en 1913 et 1966 : une statue en pierre d'un apôtre du XVe siècle ; des statues en bois du XVIe siècle dont une Vierge à l'enfant, une sainte tenant un livre, une statue de saint Jean et une de saint Christophe ; une autre sculpture en bois de saint Éloi du XVIIe siècle ; une statue d'un moine ainsi qu'un groupe sculpté en pierre du XVIe siècle représentant sainte Anne trinitaire.
Des statues en pierre de saint Jean-Baptiste et saint Sébastien, remontant aux XVe et XVIe siècles, ont été déclassées en 1959, du fait de leur mauvais état,. De même qu'une statue en bois de saint Nicolas, datant du XVIIe siècle et dont il manque la tête et les bras. Deux autres sculptures en bois, remontant à la fin du XVe siècle et dont les extrémités ont été endommagées, ont été déclassées à la même occasion : une Vierge de douleur et un saint Jean l'Évangéliste.
On trouve également dans l'église deux tableaux sur toile classés monuments historiques en 1975. Il s'agit d'une copie ancienne de la Femme adultère de Lorenzo Lotto de la fin du XVIe siècle et d'une peinture représentant Esther devant Assuerus, datant du XVIIe siècle.
Elle est classée aux monuments historiques en 1923.